# Electrolux Professional
Electrolux Professional är ett svenskt bolag som tillverkar vitvaror för användning i professionella verksamheter som hotell, restauranter, sjukhus och skolor. Bolaget bildades genom en avknoppning från Electrolux 2020. 